# Satz von Young (Fourier-Koeffizienten)
Der Satz von Young über Fourier-Koeffizienten ist ein klassischer Lehrsatz des mathematischen Teilgebiets der Harmonischen Analyse. Er geht auf den englischen Mathematiker William Henry Young zurück und behandelt die Frage, welche Nullfolgen als Folgen von Fourier-Koeffizienten Lebesgue-integrierbarer reeller Funktionen auftreten. Wie der Mathematiker Jürgen Elstrodt in seinem Lehrbuch Maß- und Integrationstheorie anmerkt, gilt diese Frage als ein schwieriges Problem in der Theorie der Fourier-Reihen. Der erwähnte Satz sei einer der schönsten Sätze von Young.

## Formulierung des Satzes
Der Satz lässt sich folgendermaßen formulieren:
Ist {\displaystyle \left(a_{n}\right)_{n=1,2,3,\ldots }} eine konvexe Nullfolge positiver reeller Zahlen,
so ist die daraus gebildete Reihe {\displaystyle \sum _{n=1}^{\infty }{\bigl (}a_{n}\cos {nt}{\bigr )}} die Fourierreihe einer Lebesgue-integrierbaren geraden Funktion,
d.h., es gibt eine Lebesgue-integrierbare gerade Funktion {\displaystyle f\colon [-\pi ,\pi ]\to \mathbb {R} } derart,
dass für {\displaystyle n=1,2,3,\ldots } stets die Gleichung  {\displaystyle a_{n}={\frac {1}{\pi }}\int _{-\pi }^{\pi }{\bigl (}f(t)\cos {nt}{\bigr )}\mathrm {d} t} erfüllt ist.

### Erläuterungen
- In der Folgenlehre benutzt man einen Delta-Operator, welcher so wirkt, dass durch ihn einer Folge {\displaystyle \left(z_{n}\right)_{n=1,2,3,\ldots }} von reellen Zahlen (bzw. einer Folge von komplexen Zahlen oder allgemeiner einer Folge in einer abelschen Gruppe) die Folge der sukzessiven Differenzen zugeordnet wird. Dabei geht {\displaystyle \left(z_{n}\right)_{n=1,2,3,\ldots }} in die neue Folge {\displaystyle \left(\Delta {z_{n}}\right)_{n=1,2,3,\ldots }=\left(z_{n}-z_{n+1}\right)_{n=1,2,3,\ldots }} über.
- Die zweifache Anwendung des Delta-Operators auf die Folge {\displaystyle \left(z_{n}\right)_{n=1,2,3,\ldots }} ergibt die weitere Folge {\displaystyle \left({\Delta }^{2}{z_{n}}\right)_{n=1,2,3,\ldots }=\left(z_{n}-2z_{n+1}+z_{n+2}\right)_{n=1,2,3,\ldots }}.
- Man nennt eine Folge reeller Zahlen eine konvexe Folge, wenn für {\displaystyle n=1,2,3,\ldots } stets die Ungleichung {\displaystyle {\Delta }^{2}{z_{n}}\geq 0} erfüllt ist.[3]
- Die genannte Konvexitätsbedingung bedeutet, dass für {\displaystyle n=1,2,3,\ldots } stets die Ungleichung {\displaystyle z_{n+1}\leq {\frac {z_{n}+z_{n+2}}{2}}} besteht.